# Eduardo López Moreira
Eduardo López Moreira fue un político y docente paraguayo, perteneciente al Partido Colorado.

## Biografía
Nació el 13 de octubre de 1876 en la ciudad de Asunción, Paraguay, hijo de Jorge López Moreira y Ruperta Dávalos.
Tras completar los estudios secundarios, ingresó a la Facultad de Medicina de la Universidad Nacional de Asunción, donde no solo destacó por su rendimiento académico, sino también por su vocación organizativa y compromiso con la vida estudiantil. Fue el primer presidente del centro de estudiantes de su facultad, desde donde impulsó diversas actividades de índole académica y social, entre ellas un ciclo de conferencias que incluyó su propia disertación titulada Higiene del Matrimonio.
Culminó su carrera médica entre los primeros egresados de su promoción, obteniendo el título de doctor con la defensa sobresaliente de una tesis que fue aprobada con elogios unánimes por parte del jurado examinador. Posteriormente, viajó a Europa para realizar estudios de especialización, incorporándose a la Universidad de Nápoles, donde llevó a cabo investigaciones científicas reconocidas y registradas en publicaciones oficiales del citado instituto.
A su regreso al Paraguay, fue designado titular de la cátedra de Ginecología y Obstetricia en la Facultad de Medicina. Además, ejerció funciones como director del Hospital de Clínicas, del Instituto de Vacunación y Seroterapia, y como jefe del Servicio Sanitario del Ejército Paraguayo, integrando el cuerpo médico militar activo del país.
Militante del Partido Colorado, ocupó la vicepresidencia de la Junta de Gobierno, asumiendo interinamente la presidencia del organismo entre 1920 y 1921. Su participación política lo condujo al exilio durante el gobierno del Partido Liberal, estableciéndose en la ciudad de Corrientes, Argentina, donde ejerció la medicina y organizó un movimiento político con miras a retornar al país, aunque sin éxito inmediato.
Una vez reincorporado a la vida nacional, fundó el Instituto Modelo, considerado el primer sanatorio nacional del Paraguay. Contrajo matrimonio con Delfina Sosa, con quien tuvo siete hijos: Felicita, Enrique, Juan Alberto, Matilde Alcira, Ramona Delfina, Eloísa y Elvira.
En su calidad de hombre público, fue designado ministro de Instrucción Pública y ministro del Interior. También ejerció interinamente la titularidad del Ministerio de Relaciones Exteriores, desde donde suscribió un protocolo diplomático con el canciller argentino Ernesto Bosch para resolver un diferendo bilateral con la República Argentina. Fue senador durante varios periodos, llegando a ocupar la vicepresidencia del Senado, y presidió asimismo la Junta Municipal de la ciudad de Asunción.
En las elecciones generales de 1928 fue candidato a la vicepresidencia del Paraguay por la Partido Colorado, en fórmula con el doctor Eduardo Fleitas, enfrentando a la dupla liberal compuesta por José Patricio Guggiari y Emiliano González Navero, quienes resultaron electos.
Fue fundador del Unión Club y de la Sociedad de Medicina del Paraguay. En reconocimiento a su labor docente al frente de la cátedra de técnica operatoria y ginecología, la Facultad de Medicina lo distinguió con el título de profesor honorario en 1936. A pesar de los quebrantos de salud propios de la edad avanzada, continuó prestando sus servicios a la Cruz Roja Paraguaya hasta sus últimos días.
Falleció el 9 de agosto de 1944, a los 67 años de edad.
En su honor, la Seccional Colorada N.º 4 de la Capital lleva su nombre. Asimismo, el Colegio Nacional del barrio Herrera de Asunción y varias arterias viales en distintos puntos del país perpetúan su memoria.
- Datos: Q5819407